# سييرا نيفادا (كولومبيا)
سييرا نيفادا هي سلسلة جبلية تمتد إلى منطقة سانتا مارتا شمال كولومبيا وهي سلسلة جبلية معزولة تعتبر جزء من سلسلة جبال الأنديز. هي سلسلة جبلية تقع في شمال كولومبيا، في إقليم كاريب. وهي تشكل جزءًا من جبال الأنديز وتعتبر واحدة من أكثر المناطق بيولوجية تنوعًا في العالم.
مميزات سييرا نيفادا
1. *التنوع البيولوجي*: تضم سييرا نيفادا مجموعة واسعة من النباتات والحيوانات، بما في ذلك العديد من الأنواع المستوطنة التي لا توجد في أي مكان آخر في العالم.
2. *المناظر الطبيعية*: تتميز سييرا نيفادا بمناظر طبيعية خلابة، بما في ذلك الجبال الشاهقة والغابات الكثيفة والأنهار الجارية.
3. *الثقافة*: تعيش في سييرا نيفادا العديد من المجتمعات الأصلية، بما في ذلك شعب الكوجي والويوا والأرواكو.
4. *السياحة*: تتميز سييرا نيفادا بالسياحة البيئية، حيث يمكن للزوار استكشاف المناظر الطبيعية والثقافة المحلية.
الأهمية البيئية
1. *المحميات الطبيعية*: تضم سييرا نيفادا العديد من المحميات الطبيعية، بما في ذلك حديقة تايرونا الوطنية.
2. *الغابات*: تغطي الغابات الكثيفة معظم سييرا نيفادا، وتلعب دورًا حيويًا في الحفاظ على التنوع البيولوجي.
3. *الموارد المائية*: تضم سييرا نيفادا العديد من الأنهار والبحيرات، التي توفّر المياه اللازمة للمجتمعات المحلية والزراعة.
التحديات
1. *التلوث*: يؤثر التلوث الناجم عن الأنشطة البشرية، مثل الزراعة والتعدين، على البيئة في سييرا نيفادا.
2. *التغير المناخي*: يؤثر التغير المناخي على المناخ والبيئة في سييرا نيفادا، مما يؤدي إلى تغييرات في أنماط الهطول والدرجات الحرارية.
3. *الصراعات الاجتماعية*: تعاني سييرا نيفادا من صراعات اجتماعية، بما في ذلك النزاعات على الأرض والموارد بين المجتمعات المحلية والحكومات.